# 火灾保险
火灾保险，简称火险，它以存放在固定场所并相对静止的财产作为保险标的，是财产保险的一种。

## 特点
火灾保险是一种传统的保险业务，于其他保险业务相比，有如下独立的特征，无法用其他保险险种替代。
1. 保险标的存在于陆地，相对静止。
2. 保险标的存放地址不得随意变动，变动则影响保险合同效力。
3. 可保风险非常广泛，包括各种自然灾害和多种意外事故。存在多种附加险，如附加利润损失保险和附加盗窃风险保险等，覆盖了大部分可保风险。

## 分类
请参见保险业务体系表。
- 团体火灾保险以企业及其他法人团体为被保险人的火灾保险。
- 家庭财产保险以居民家庭住宅及存放在固定场所的物质财产为保险对象。

## 团体火灾保险

### 保险标的

#### 可保财产
被保险人自有或者与他人共有而由被保险人负责的财产；被保险人经营管理或替他人保管的财产；法律上承认与被保险人有经济利益关系并且坐落或存放于保险单载明的地址的下列家庭财产。如下：
- 房屋及附属设备和室内装修材料；
- 机器及设备；
- 管理用具及低值易耗品；
- 原材料、半成品、在产品、产成品、库存商品、特种储备商品；
- 账外财产或已摊销财产。

#### 特约可保财产
经过特别约定可以作为保险标的的财产。如市场价格变化大，保险金额难以确定的财产：金银、珠宝、玉器、首饰、古玩、邮票、艺术品等。如价值高，风险特别的财产：堤堰、水闸、铁路、道路、桥梁、码头等。如风险大，需提高费率的财产：矿井、矿坑内的设备、物资等。

### 不保财产
- 土地、矿藏、森林、水产资源；
- 货币、有价证券、票证、文件、账册、技术资料、图表；
- 违章建筑、非法占有的财产、正处于紧急状态的财产；
- 未经收割的农作物、家禽、家畜、其他家养动物。

### 保险金额
- 固定资产的保险金额可采取以下方式确定:

1. 按照账面原值投保；
2. 按重置价值投保；
3. 按投保时实际价值协议投保。

- 流动资产的保险金额可采取以下方式确定：

1. 按被保险人物化流动资产最近12个月的平均账面余额投保；
2. 按被保险人物化流动资产最近的账面余额投保。

### 保险费率
中国大陆团体火灾保险的费率采用分类级差费率。
- 工业险费率

六级，分别为金属冶炼类、棉纺织轻工业类、麻丝油蜡加工类、一般危险品化合生产类、特别危险品化合生产类。
- 仓储险费率

五级，分别为一般物资、一般危险品、特别危险品、金属材料、石油。
- 普通险费率

五级。除上述范围外的其他可保财产。

### 保险责任
1. 保险合同列明的自然灾害：雷击、暴风、龙卷风、洪水、地陷、崖崩、突发性滑坡、雪灾、冰凌、泥石流等。
2. 保险合同列明的意外事故：火灾、爆炸、空中运行的物体的坠落等。
3. 特别损失承担的责任：自有供电、供水、供气设备因保险事故的发生导致保险标的的直接损失，并且保险标的的安全必须因供电、供水、供气设备存在才能正常存在，比如熔炉、冷凝设备、发酵设备等。
4. 发生保险事故时，为抢救财产或防止灾害蔓延采取的，合理必要的措施而造成的保险标的的损失。
5. 发生保险事故时，为减少保险标的的损失而采取针对保险标的的施救、保护、整理措施而支出的合理费用。

### 赔偿计算
固定资产足额投保时按照重置价值与实际损失较小的一个赔偿；不足额则按照比例赔偿。
流动资产和已经摊销或账外资产按照账面余额和实际损失较小的一个赔偿。

### 主要险种
- 财产保险基本险承保火灾、雷击、爆炸、飞行物体及空中运行物体坠落、及上述保险责任3、4、5项。
- 财产保险综合险除承担财产保险基本险保险责任外，还承担暴雨、洪水、台风、暴风、龙卷风、雪灾、雹灾、冰凌、泥石流、崖崩、突发性滑坡、地面突然塌陷等自然灾害。
- 机器损坏保险承保可正常运转的机器设备因人为的、意外的或物理的原因导致的物质损失。
- 附加险包括利润损失保险和盗抢险。

### 附加利润损失保险
利润损失保险又称营业中断保险，它承保企业因意外遭受灾害事故导致正常生产或经营中断造成的可预期的利润损失或停工期间必须支付的费用支出。

#### 保险金额和保险费率
保险金额一般用本年度毛利润金额确定，并考虑业务发展趋势和通货膨胀等因素综合得出。
保险费率一般采用基础费率结合企业经营性质及其他影响损失大小的因素进行增减。

#### 保险赔偿
赔偿期限一般双方事先协商，估算发生保险事故后恢复经营所需时间商定。
赔偿一般设定绝对免赔额，被保险人自己需承担一定损失。
赔偿计算方法：毛利润损失＝（标准营业额－实际赔偿期内营业额）×毛利润率×（1－免赔率）

#### 不可保风险
- 被保险人故意行为导致的风险；
- 战争、军事行动、暴乱、武装叛乱、敌对行为、武装冲突、征用或没收；
- 核反应、核辐射、核爆炸、核污染；

## 家庭财产保险
家庭财产保险以居民家庭存放在固定场所的物质财产为保险对象。

### 特点
家庭财产保险强调保险标的的实体存在，强调保险地址的固定性。该险种承保家庭或个人，业务分散，赔偿额度小，比较零星，主要针对家庭面临的火灾、盗窃等风险设计保险责任。

### 分类
可分为针对房屋的房屋保险、房屋装潢保险等；针对其他家庭财产的自行车、液化气灌、家用电器保险等。

### 保险标的
- 可保财产

房屋及附属设备、生活资料、农具、工具、已经收获的农副产品、与他人共有的上述财产、代保管的上述财产、租用的上述财产。
- 不可保财产

个体工商户和合作经营组织的营业器具、工具和原材料；正处于危险状态的财产；价值高、物品小、出险后难以核实的财产或者无法鉴定价值及无市场价值的财产；生长期的农作物；机动车辆；运输中的货物。

### 保险责任和除外责任

#### 保险责任
基本险的保险责任：火灾、爆炸、雷击及其他自然灾害、空中运行物体坠落、外来建筑物和其他固定物体倒塌、合理的施救费用。
盗窃险的保险责任：保险标的被盗窃的风险。

#### 除外责任
- 战争、军事行动、暴力行为、核辐射、核污染等；
- 被保险人或家庭成员的故意行为；
- 电机、电器、电气设备因使用过度和超负荷、短路、电弧火化、漏电、自身发热等原因造成本身的损失；
- 堆放在露天的财产以及用芦苇、油毛毡、麦杆、帆布等材料作为外墙、屋顶的简陋房屋由于暴风、暴雨或雪灾导致的损失；
- 虫蛀、鼠咬、霉烂、变质和家禽的走失、失窃或死亡导致的损失；
- 被保险财产在违章建筑、危险建筑内发生的保险事故的损失；

### 保险金额和保险费率
保险金额一般以千元为档次，投保人自主选择。
保险费率常因地区不同、房屋结构分级不同而不同。

## 辨析

### 火灾保险的分类
在国际上，通常直接用火灾保险（fire insurance （页面存档备份，存于）；火災保険 （页面存档备份，存于））这个概念，在中国，1996年财产保险和人寿保险分业经营以前，采用的是企业财产保险和家庭财产保险涵盖火灾保险中的团体火灾保险和家庭财产保险的概念。1996年以后，由于保险公司和保险产品的日益增多，“企业财产保险”这个由中国人民保险公司垄断经营的主流产品被其他丰富的保险产品取代，虽然现行国内大多书籍仍然采用这种分类方法，而“企业财产保险”险种已经成为历史。
在中国大陆，个体工商户并不能够作为团体火灾保险的被保险人，而只能投保家庭财产保险，可能由于团体火灾保险强调被保险人的法人资格。
在香港，申请抵押时，银行需要火灾保险 （页面存档备份，存于）。